# Jessie Usher
Jessie T. Usher, Jr. (Silver Spring, 29 de febrero de 1992) es un actor de cine y televisión estadounidense.

## Biografía

### Carrera
Inició su carrera interpretando a Cam Calloway en la serie de televisión Survivor's Remorse. Anteriormente había encarnado a Lyle en la serie Level Up. 
En 2014 apareció en la película de deportes When the Game Stands Tall y realizó la voz de un niño estadounidense en el documental Teenage. 
En 2016, Usher coprotagonizó Independence Day: Resurgence.
Desde 2019 interpreta el papel de A-Train en la serie de televisión The Boys, basada en el cómic homónimo.
En abril de 2020 coprotagonizó junto a Camila Mendes, la película de Netflix Dangerous Lies.
En septiembre de 2022, aparece en la película de terror Smile.

## Filmografía

### Cine
| Año  | Título                                  | Papel                | Notas        |
| ---- | --------------------------------------- | -------------------- | ------------ |
| 2010 | Beautiful Boy                           | Baloncecista         |              |
| 2013 | InAPPropriate Comedy                    | Jamal                |              |
| 2013 | Teenage                                 | Voz                  | Documental   |
| 2014 | When the Game Stands Tall               | Tayshon Lanear       |              |
| 2016 | All Part of the Game: Part 1 Freethrows | Jay                  | Mediometraje |
| 2016 | Independence Day: Resurgence            | Dylan Hiller         |              |
| 2016 | Almost Christmas                        | Evan Meyers          |              |
| 2017 | Stronghold                              | Lil Maniac           |              |
| 2018 | Ride                                    | James                |              |
| 2019 | Shaft                                   | John "JJ" Shaft, Jr. |              |
| 2020 | Dangerous Lies                          | Adam                 |              |
| 2021 | Seal Team                               | Quinn (voz)          |              |
| 2022 | Smile                                   | Trevor               |              |

### Televisión
| Año           | Título                    | Papel                     | Notas                                                        |
| ------------- | ------------------------- | ------------------------- | ------------------------------------------------------------ |
| 2005          | Without a Trace           | Malcolm                   | Episodio: "Neither Rain Nor Sleet"                           |
| 2007          | Hannah Montana            | Guy                       | Episodio: "Cuffs Will Keep Us Together"                      |
| 2008          | Lincoln Heights           | Baby G                    | Episodio: "Glass House"                                      |
| 2008          | Numb3rs                   | Ladrón #1                 | Episode: "Frienemies"                                        |
| 2009          | The Mentalist             | Daniel Brown              | Episodio: "Red Rum"                                          |
| 2009          | Criminal Minds            | Daniel                    | 2 episodios                                                  |
| 2010          | Summer Camp               | R.J.                      | Telefilme                                                    |
| 2010          | G.I. Joe: Renegades       | Ray                       | Episodio: "The Anomaly" (voz)                                |
| 2011          | Level Up                  | Lyle                      | Telefilme                                                    |
| 2011–2012     | Level Up                  | Lyle Hugginson            | Principal                                                    |
| 2014–2017     | Survivor's Remorse        | Cam Calloway              | Principal                                                    |
| 2019-presente | The Boys                  | Reggie Franklin / A-Train | Principal                                                    |
| 2020          | MacGyver                  | Vincent Broulee           | Episodio: "Resort + Desi + Riley + Window Cleaner + Witness" |
| 2022          | Tales of the Walking Dead | Davon                     | Episodio: "Davon"                                            |
| 2023          | Gen V                     | Reggie Franklin / A-Train | Episodio: "God U."                                           |